# Seznam vojaških baz
Seznam vojaških baz je krovni članek, ki je razdeljen po državah.

## Seznam
- seznam ameriških vojaških baz
- seznam angleških vojaških baz
- seznam avstralskih vojaških baz
- seznam grških vojaških baz
- seznam italijanskih grških baz
- seznam japonskih vojaških baz
- seznam južnokorejskih vojaških baz
- seznam kanadskih vojaških baz
- seznam kitajskih vojaških baz
- seznam mehiških vojaških baz
- seznam nemških vojaških baz
- seznam severnokorejskih vojaških baz
- seznam slovenskih vojaških baz